# Função de transferência de contraste

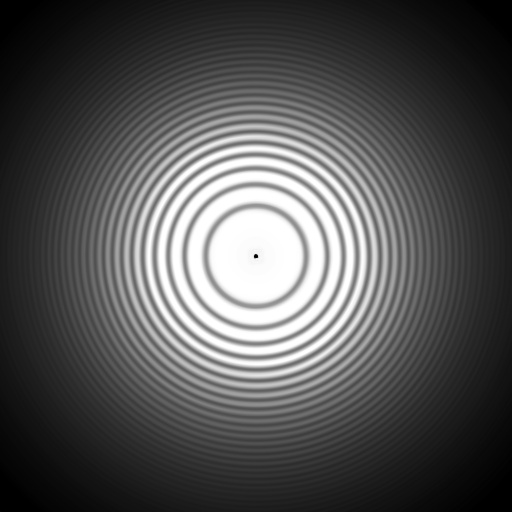
Função de transferência de contraste típica observada de uma micrografia eletrônica.

A função de transferência de contraste é um tipo de função de transferência óptica que afeta imagens obtidas em um microscópio eletrônico de transmissão. A função de transferência de contraste deve ser corrigida em imagens de maneira a obter-se estruturas de alta resolução em microscopia eletrônica tridimensional, especialmente microscopia crioeletrônica.